# 田中稔 (陸軍軍人)
田中 稔（たなか みのる、1883年（明治16年）5月19日 - 1957年（昭和32年）4月14日）は、大日本帝国陸軍軍人、陸軍司政長官。最終階級は陸軍中将。

## 経歴
1883年（明治16年）に東京府で生まれた。陸軍士官学校第15期、陸軍大学校第25期卒業。欧州駐在を経て、1926年（大正15年）3月2日に陸軍歩兵大佐進級と同時に歩兵第23連隊長（第6師団・歩兵第36旅団）に着任した。1928年（昭和3年）3月に陸軍戸山学校教育部長に転じ、1929年（昭和4年）3月には近衛師団司令部附となり、東京帝国大学に配属された。
1931年（昭和6年）8月1日に陸軍少将進級と同時に歩兵第19旅団長（第16師団）に就任し、1933年（昭和8年）8月に第9師団司令部附となった。1934年（昭和9年）12月に旅順要塞司令官に就任し、1935年（昭和10年）8月1日に陸軍中将に進級。同年12月2日に第3師団司令部附となり、1936年（昭和11年）8月1日に待命、8月28日に予備役に編入された。1937年（昭和12年）8月15日に召集され留守第3師団長に就任し、1939年（昭和14年）8月1日に召集解除となった。1942年（昭和17年）7月に陸軍司政長官に任命され、同年8月15日から1945年（昭和20年）3月1日までマラン州長官を務めた。

## 栄典
勲章等
- 1940年（昭和15年）8月15日 - 紀元二千六百年祝典記念章[9]